# Silent Trigger
Silent Trigger is een Brits-Canadese actiefilm uit 1996, geregisseerd door Russell Mulcahy met Dolph Lundgren en Gina Bellman in de hoofdrol.

## Verhaal
De voormalige Special Forces-agent Waxman (Shooter) wordt ingehuurd door een onbekende klant (Supervisor) als sluipschutter voor moordaanslagen. Als hij met zijn verkenner de aantrekkelijke Clegg (Spotter) een politicus moet vermoorden, twijfelt hij aan zijn missie. Hij besluit het dodelijke schot niet af te vuren, vooral omdat hij geen vrij vuurveld heeft. Clegg krijgt dan een radiobevel om Waxman onmiddellijk uit te schakelen, want vanuit het standpunt van de opzichter heeft Waxman een bevel geweigerd. Ze kan het bevel echter niet uitvoeren omdat ze allebei onder vuur komen te liggen en moeten vluchten.
Als ze ontsnappen, gaan ze uit elkaar. Ondanks de mislukte aanslag krijgt Waxman een nieuwe opdracht van de opdrachtgever. Waxman moet een nieuw doelwit elimineren uit een hoog gebouw dat in aanbouw is. Tot zijn verbazing wordt Clegg opnieuw aangesteld als zijn partner. Waxman vertrouwt haar echter niet. Beiden worden al geobserveerd en wanneer er vuur op wordt geopend, maakt de opdrachtgever zich bekend. Waxman en Clegg weten de eindstrijd te winnen. Daarbij vermoorden ze de supervisor.

## Rolverdeling
| Acteur                | Personage          |
| --------------------- | ------------------ |
| Dolph Lundgren        | Waxman "Shooter"   |
| Gina Bellman          | Clegg "Spotter"    |
| Conrad Dunn           | Klein "Supervisor" |
| Christopher Heyerdahl | O'Hara             |

## Achtergrond
De opnames begonnen op 25 juli 1995 in Montreal en werden afgerond op 6 september 1995.  Op Rotten Tomatoes heeft Silent Trigger een waarde van 20% en een gemiddelde score van 4,40/10, gebaseerd op 5 recensies.